# Comté de Mitchell (Géorgie)
Pour les articles homonymes, voir Mitchell et Comté de Mitchell.
Le comté de Mitchell est un comté de Géorgie, aux États-Unis.

## Démographie
| 1860  | 1870  | 1880  | 1890   | 1900   | 1910   |
| ----- | ----- | ----- | ------ | ------ | ------ |
| 4 308 | 6 633 | 9 392 | 10 906 | 14 767 | 22 114 |

| 1920   | 1930   | 1940   | 1950   | 1960   | 1970   |
| ------ | ------ | ------ | ------ | ------ | ------ |
| 25 588 | 23 620 | 23 261 | 22 528 | 19 652 | 18 956 |

| 1980   | 1990   | 2000   | 2010   | - | - |
| ------ | ------ | ------ | ------ | - | - |
| 21 114 | 20 275 | 23 932 | 23 498 | - | - |